# Río Miñaquereo
El río Miñaquereo es un río ubicado en el sector de los llanos de la comuna de Panguipulli, en la Región de los Ríos, Chile, al oriente de la ciudad de Panguipulli y al sur de la localidad de Melefquén.

## Trayecto
En su curso superior corre paralelo a la ruta T-391 hasta el caserío de Miñaquereo para luego desviarse hacia el norte cerca del caserío de Pelehue hasta unirse a las aguas del Río Leufucade al suroeste del poblado de Melefquén.